# Dipper Pines
Mason «Dipper» Pines es un personaje ficticio y uno de los dos personajes principales de la serie animada de Disney Channel Gravity Falls. El personaje tiene la voz de Jason Ritter y está basado libremente en la infancia del creador de la serie Alex Hirsch. Dipper es el único personaje que aparece en todos los episodios de Gravity Falls. Además de su presencia en la serie principal, aparece en la miniserie de Gravity Falls titulada «Dipper's Guide to the Unexplained» y los cortos «Fixin' it with Soos» y «Mabel's Guide to Life».
Dos versiones de realidad alternativa de Dipper aparecen en los medios de Rick and Morty y en Gravity Falls: Lost Legends: Mortipper Pines-Smith, un personaje compuesto de Dipper y Morty Smith, y Mabipper Pines, una versión combinada de Dipper y su hermana Mabel, con el ex personaje que aparece en los episodios de Rick y Morty «Close Rick-counters of the Rick Kind» y «The Ricklantis Mixup» y como personaje jugable en el videojuego Pocket Mortys.

## Trasfondo
Los personajes de Dipper y su hermana Mabel están inspirados en el creador de la serie infantil Alex Hirsch y su propia hermana gemela, Ariel Hirsch. Como personaje, Dipper ha sido muy bien recibido por la crítica. Aparece en varios productos de Gravity Falls, como en ropa y videojuegos. El creador del programa, Alex Hirsch, ha declarado que, en ocasiones, aunque Dipper es inteligente, todavía es un niño. En un AMA de Reddit de 2013, Hirsch declaró que:

«Dipper es inteligente pero no es una 'CALCULADORA ANDANTE'. Hay muchos programas infantiles que presentan a un personaje que es 'el cerebro'. Dipper es mejor académicamente que Mabel, pero también es capaz de reírse de sí mismo. Es un niño de verdad. Tiene inseguridades. Tiene cosas que le encantan. Intento no encasillar a estos personajes en 'UN TIPO'. Pierden su humanidad si haz eso. (Secreto: Dipper está secretamente celoso de que Mabel es mejor socialmente que él)».

## Rol enGravity Falls

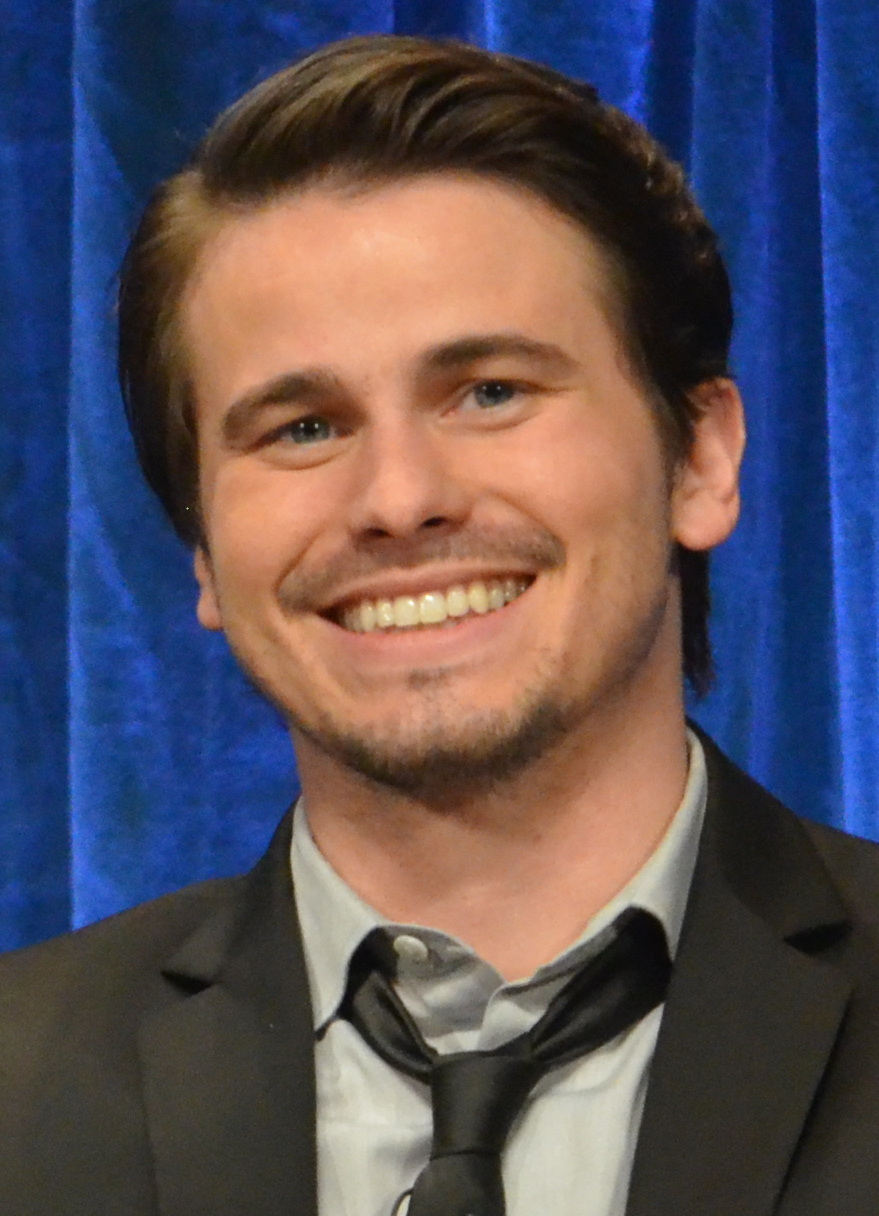
Jason Ritter expresó a Dipper en la serie.

Originario de Piedmont, California, Dipper y su hermana gemela Mabel se ven obligados a pasar el verano con su tío abuelo (grunkle) Stan en la ciudad ficticia de Gravity Falls, Oregón. Se le presenta como inteligente, lógico, aunque a veces torpe. Tiene interés en los misterios y muestra experiencia en diversas áreas del conocimiento como historia, criptografía y resolución de acertijos.
Dipper llega por primera vez a Gravity Falls aburrido y molesto, pero después de que accidentalmente encuentra un misterioso diario rojo en el bosque alrededor de Gravity Falls, comienza a adaptarse a la vida en la ciudad y comienza a vivir aventuras con su hermana para desentrañar lo sobrenatural. Secretos de la ciudad contados por las entradas del diario.
Comenzando con «The Inconveniencing», se muestra que Dipper está enamorado de Wendy Corduroy, cajera de la Cabaña del Misterio, de 15 años. Sin embargo, sus intentos de conquistarla suelen verse desviados por accidentes o fenómenos sobrenaturales. En el episodio «Into the Bunker», Wendy confirma sus sospechas sobre el enamoramiento de Dipper, y aunque explica que ella es demasiado mayor para Dipper en ese momento, siguen siendo amigos cercanos.
A lo largo de la serie, Dipper usa una gorra blanca y azul característica con el símbolo de un pino azul en la parte delantera del sombrero, que toma de la tienda de regalos de Shack con el permiso de su tío abuelo («Grunkle») Stan. También viste un chaleco azul marino, camiseta naranja rojiza, pantalones cortos grises y zapatillas azules. «Double Dipper» revela que su apodo proviene de una mancha de nacimiento en su frente en forma de Osa Mayor, que oculta con su flequillo.

## Versiones alternativas
En «Close Rick-counters of the Rick Kind», el penúltimo episodio de 2014 de la primera temporada de la serie de televisión de comedia de ciencia ficción estadounidense Rick and Morty creada por Justin Roiland y Dan Harmon, dirigida por Stephen Sandoval y escrita por Ryan Ridley, las versiones gemelas de niña y niño del protagonista Mortimer Chauncey «Morty» Smith, inspiradas en Mabel y Dipper Pines, aparecen en el fondo del episodio en cameos de huevo de Pascua, Mortabel y Mortipper Pines – Smith por el creador de Gravity Falls, Alex Hirsch, ambos aparecen como personajes jugables en el videojuego de rol Pocket Mortys, antes de volver a aparecer en el episodio de la tercera temporada «The Ricklantis Mixup».
En la historia de Gravity Falls: Lost Legends Don't Dimension It de Alex Hirsch y Serina Hernandez, se presenta una versión combinada de Dipper y Mabel conocida como Mabipper Pines como una de las muchas versiones alternativas de Mabel atrapada en una dimensión de bolsillo, quienes se unen a la realidad principal Mabel para enfrentarse a Anti-Mabel y devolver la realidad principal Mabel a sus Grunkles Stan y Ford. A su regreso, Mabel se disculpa con Dipper por su egoísmo pasado y le da un diario azul con un pino que recibió de Mabipper, con la esperanza de comenzar nuevas aventuras juntos nuevamente después de «Weirdmageddon 3: Take Back The Falls».